# Селище (Октябрьский район)
Се́лище (бел. Селішча) — упразднённая деревня в Октябрьском районе Гомельской области Беларуси. В составе Ломовичского сельсовета.

## География
Располагалась в 1 км на юг от д. Курин Ломовичского сельсовета.

## История
Деревня на территории Октябрьского района Гомельской области, уничтоженная немецко-фашистскими захватчиками вместе с жителями во время Великой Отечественной войны.
Перед войной в деревне проживало 107 человек.
Во время карательной операции в апреле 1943 года гитлеровцы убили 95 жителей и сожгли деревню (29 дворов).
После войны не возродилась.
На месте деревни установлен мемориальный знак. Деревня увековечена в мемориальном комплексе «Хатынь».

## Достопримечательность
- Обелиск на месте сожжения в 1942 году деревни Селище. Убито и сожжено 95 мирных граждан (номер воинского захоронения 8265)[4].